# غوريلا السهول الغربية
غوريلا السهول الغربية هي إحدى سلالتين فرعيَّتين من الغوريلا الغربية وإحدى أربع سلالات حيَّة من الغوريلات، تعيش هذه الحيوانات في الجبال والغابات الأولية والثانوية والمستنقعات المنخفضة ببلدان وسط أفريقيا. تقطن غوريلا السهول الغربية أنغولا والكاميرون وجمهورية الكونغو الديمقراطية وغينيا الاستوائية والغابون، كما أنَّها أكثر أنواع الغوريلا شيوعاً في حدائق الحيوانات، إذ أنَّ جميع سلالات الغوريلا الأخرى نادرةٌ إلى حدٍّ بعيد. كثيراً ما تُصَاب الذكور البالغة من هذه القردة بمرض اعتلال عضلة القلب، وهو مرض قلبيٌّ انحلالي.

## الوصف
تعدُّ غوريلا السهول الغربية أصغر سلالات الغوريلا الأربعة على الإطلاق، إلا أنَّها رغم ذلك تمتاز بحجمها وقوّتها بين الرئيسيات الأخرى. تمتاز غوريلا السهول الغربية بمثنوية شكلها الجنسية، وهي لا تمتلك أيَّ ذيولٍ وجلدها وشعرها الخشن أسودا اللون، ويغطي شعرها كامل جسدها عدا وجهها وآذانها وأيديها وأقدامها. يتحوَّل لون شعر ظهور ذكور الغوريلا إلى الرمادي مع تقدُّمها في العمر، وفي آخر الأمر فإنه يسقط تماماً، ويعطيها هذا اللون الرمادي لقب «الغوريلا فضية الظهر». يتناسب حجم أذرع غوريلا السهول الغربية مع حجم أجسادها، ولها أظافر على جميع أصابعها.
يتراوح ارتفاع ذكر بالغ من هذه الحيوانات عندما يقف منتصباً من 1.5 إلى 1.8م، وأما وزنها فمن 140 إلى 270 كلغم، ويبلغ وسطي ارتفاعها 163 سم ووزنها 168 كلغم. بينما يبلغ متوسّط ارتفاع الإناث 150 سم، وأما وزنها فنحو نصف وزن الذكور. كثيراً ما تقف هذه الغوريلا وقفةً منتصبة، إلا أنَّها عندما تمشي فإنها تمشي على أربعٍ وتطوي أيديها وتحني أرجلها، ويتطلَّب هذا النوع من المشي أذرعاً طويلةً تمتاز بها الغوريلات الغربية.